# 米勒峰 (探險者山脈)
米勒峰是南極洲的山峰，位於維多利亞地的彭內爾海岸，屬於鮑爾斯山脈中探險者山脈的一部分，海拔高度2,420米，以新西蘭探險隊的測量員命名。
70°59′S 162°53′E / 70.983°S 162.883°E